# Хомский, Уильям
Уи́льям (Зе́ев) Хо́мский (англ. William (Zeev) Chomsky, укр. Зеев Хомський, идиш זאב כאמסקי‎; 15 января 1896, Купель, Волынская губерния — 19 июля 1977, Филадельфия, Пенсильвания) — американский ученый иврита. Отец лингвиста и философа Ноама Хомского.
С 1924 года был членом факультета Еврейского педагогического института Грац-колледжа, став президентом факультета в 1932 году, где он оставался до 1969 года. В 1955 году он также начал преподавать в колледже Дропси, к которому он был присоединен до 1977 года.

## Биография
Зеэв Хомский родился в 1896 году в селе Купель Волынской губернии Российской империи (на территории современной Украины). После иммиграции в Соединенные Штаты в 1913 году с целью избежать службы в царской армии, работал в потогонных цехах в Балтиморе, прежде чем получить работу преподавателя в еврейских начальных школах города, а заработанные деньги тратил на учёбу в Университете Джонса Хопкинса. Переехав в Филадельфию, в 1923 году Хомский стал суперинтендантом (директором) израильской религиозной школы Микве.
С 1924 года Хомский дополнительно преподавал в педагогическом Колледже Граца (Gratz College). Он стал одним из президентов учёного совета Колледжа Граца в 1932 году, а в 1949 году — председателем учёного совета. Ушел с этой должности в 1969 году. Он также был профессором иврита в Колледже Дропси в 1955-1977 годах.
Хомский был специалистом по истории еврейской грамматической традиции до и после Давида Кимхи (1160—1235). Его некролог Associated Press (опубликован в New York Times) описывает его как «одного из ведущих грамматистов иврита в мире». Занимался исследованиями средневекового иврита, написал серию книг о нём.

## Личная жизнь
19 августа 1927 года Хомский женился на Элси Симонофски (1903-1972), уроженке Бобруйска, с 1906 года проживающая в США. Она также преподавала в Gratz College. У пары было двое сыновей: Ноам (1928 г.р.), лингвист и активист, и Дэвид Эли (1934—2021), врач. Через год после смерти своей первой жены Уильям Хомский женился на овдовевшей к тому времени Рут Шендель, которая была матерью одного из друзей детства его старшего сына.
Внучка - Авива Чомски.